# Cochliopa texana
Cochliopa texana är en snäckart som beskrevs av Henry Augustus Pilsbry 1935. Cochliopa texana ingår i släktet Cochliopa och familjen tusensnäckor. IUCN kategoriserar arten globalt som sårbar. Inga underarter finns listade i Catalogue of Life.